# Леви, Александр Абрамович
Александр Абрамович Леви (1922—2020) — советский и российский юрист. Доктор юридических наук, профессор, Заслуженный юрист РСФСР, Почётный работник прокуратуры СССР.

## Биография
Родился в 1922 году в Москве. Среднее образование получил в 1940 году.
Великую Отечественную войну встретил в 1941 году в Бресте, где проходил воинскую службу. Получил ранение и попал в плен. Из плена бежал и сражался в составе отряда сопротивления на территории Польши. В 1944 году после освобождения Белорусской ССР, был направлен санитаром в стрелковый полк.
В 1945 году поступил на юрфак в МГУ, после окончания которого работал адвокатам в Московской области. В 1963 году устроился на работу во Всесоюзный институт криминалистики при Прокуратуре СССР. Занимался исследовательской деятельностью в области права на протяжении 30 лет. Параллельно с 1997 года преподавал в Российском университете дружбы народов.
По проекту Леви в Московском областном суде был создан первый в СССР зал судебного заседания, оборудованный всеми необходимыми научно-техническими средствами, включая использование аудио- и видеозаписи в ходе расследования и судебного разбирательства. .Один из разработчиков федерального закона «Об адвокатской деятельности и адвокатуре».

## Награды
- Орден Отечественной войны II степени,
- Медаль «За отвагу»,
- Медаль «За победу над Германией в Великой Отечественной войне 1941—1945 гг.»,
- Медаль «Ветеран прокуратуры»,
- Знаком отличия «За верность закону»

## Научные труды
Является автором более 100 научных трудов по криминалистике и уголовному процессу, среди которых можно отметить:
- Практика применения научно-технических средств следователями прокуратуры. М., 1968;
- Звукозапись в уголовном процессе / М. : Юрид. лит., 1974
- Научно-технические средства в суде / М., 1974
- Современное состояние зарубежной следственно-оперативной техники : (Краткий обзор) / М., 1977
- Потерпевший в уголовном процессе : конспект лекций / М. : Рос. ун-т дружбы народов, 2007